# Lura
Lura est une chanteuse portugaise née en 1975 à Lisbonne. Ses compositions sont basées sur la musique traditionnelle du Cap-Vert comme le morna, le funaná et le batuque et sont influencées par les musiques africaines et contemporaines. 

## Biographie
Elle est née en 1975, au Portugal à Lisbonne,,. « Comme l’indépendance du Cap-Vert a été proclamée le 5 juillet 1975, ma mère m’a toujours dit : “Tu as attendu la liberté pour naître ! », indique-t-elle. De son vrai nom Maria de Lurdes Pina Assunção, son père est originaire de Santiago, et sa mère de São Nicolau ou de Santo Antão, des îles capverdiennes. Jeune, elle veut d'abord devenir danseuse ou professeur de natation. Sa carrière de chanteuse commence à l'âge de 17 ans lorsque le chanteur de zouk Juka lui demande de chanter en duo avec lui.
Après ce succès, elle travaille avec d'autres artistes tels que Bonga, Tito Paris et Paulo Flores. En 1996, elle enregistre son premier CD, Nha Vida avec ses propres compositions. L'année suivante, elle participe au projet Red Hot + Lisbon, une campagne contre le SIDA. Ces productions sont suivies par d’autres albums et des concerts dans le monde entier.
Elle chante Morna dans le film Fados de Carlos Saura en 2007 et est nommée en 2006 à un BBC Award pour les musiques du monde dans la catégorie « nouveaux arrivants » pour son album Di Korpu Ku Alma. Elle s'installe dans les années 2010 à Praia, au Cap-Vert et plonge dans la cuture de l'archipel.
En 2023, elle sort un nouvel album, comprenant notamment un duo avec Angélique Kidjo, une de ses amies,.

## Discographie
- 1996 : Nha Vida
- 1997 : Onda sonora - Red Hot + Lisbon
- 2002 : In Love
- 2004 : Di Korpu Ku Alma (De corps et d’âme)
- 2006 : M'bem di fora
- 2009 : Eclipse
- 2015 : Herança
- 2023 : Multicolor